# Нова Весь (гміна Краснобруд)
Нова Весь (пол. Nowa Wieś) — село в Польщі, у гміні Краснобруд Замойського повіту Люблінського воєводства.
Населення — 126 осіб (2011).
У 1975-1998 роках село належало до Замойського воєводства.

## Демографія
Демографічна структура станом на 31 березня 2011 року:
|          | Загалом | Допрацездатний вік | Працездатний вік | Постпрацездатний вік |
| -------- | ------- | ------------------ | ---------------- | -------------------- |
| Чоловіки | 64      | 15                 | 41               | 8                    |
| Жінки    | 62      | 11                 | 41               | 10                   |
| Разом    | 126     | 26                 | 82               | 18                   |